# Otto Stadtlander
Die Otto Stadtlander GmbH in Bremen ist der größte noch verbliebene deutsche Baumwollhändler mit einem weltweiten Netzwerk in der Textilindustrie und bei Rohstofflieferanten. Der Absatz des Unternehmens belief sich 2009 auf ca. 500.000 Ballen Baumwolle.

## Geschichte

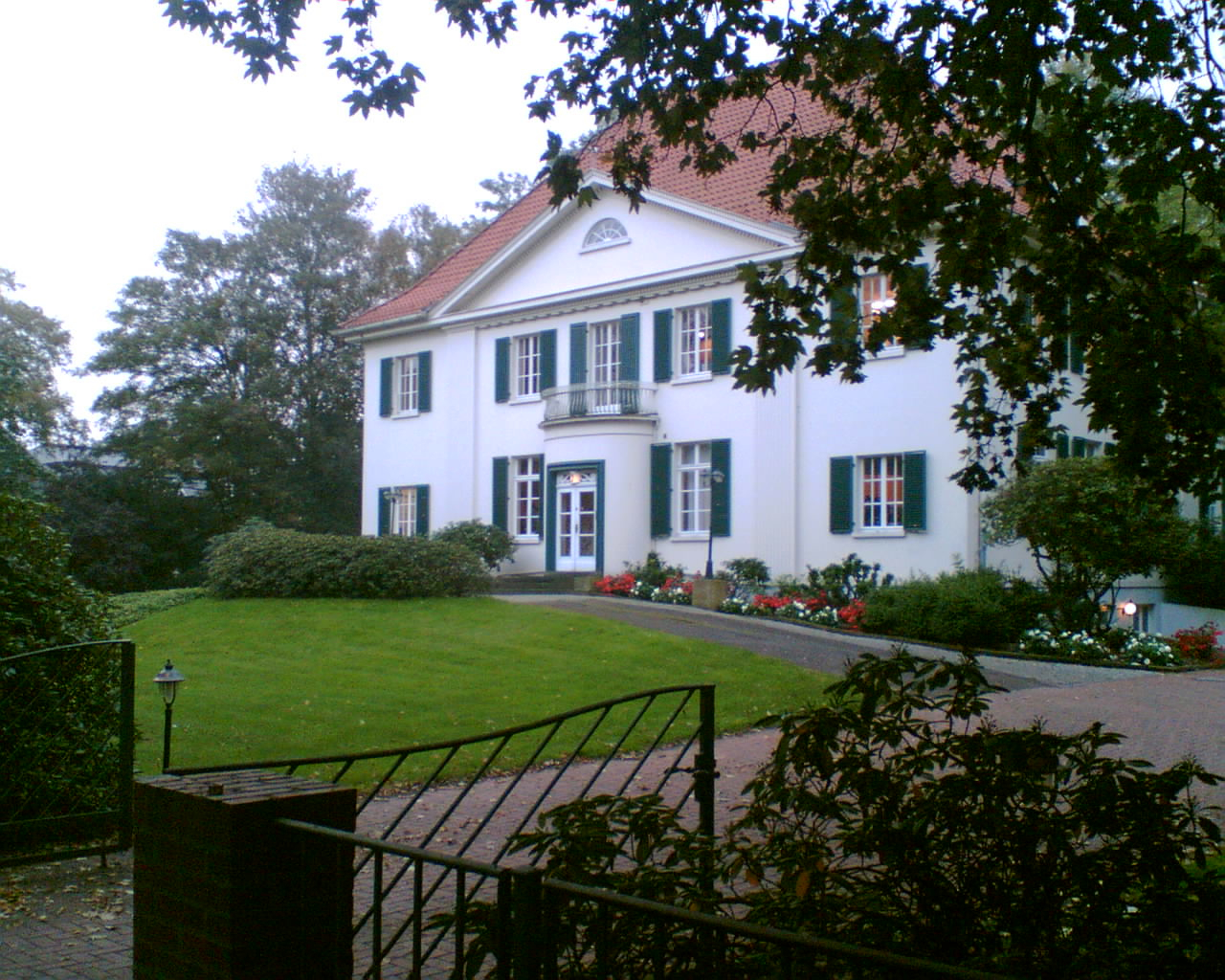
Sitz an der Marcusallee 3

Die Otto Stadtlander GmbH wurde im Oktober 1919 vom Kaufmann Otto Stadtlander in Bremen als Exportunternehmer gegründet. Sie lieferte Konsumgüter unterschiedlicher Art nach Nordafrika und Südamerika. Nach und nach wechselten die Abnehmerländer und die gehandelten Produkte.
In den 1930er-Jahren handelte das Unternehmen mit Kaffee unter der Handelsmarke Osta Kaffe. 1935 trat der Zürcher Max C. Schneider (Max C. Schneider † 1986 war zeitweise Alleininhaber) in das Unternehmen ein, und es folgte ein schnell wachsendes Baumwollgeschäft. Für Schneider wickelte Stadtlander Baumwollkontrakte mit deutschen Spinnereien ab. Im Zweiten Weltkrieg stagnierte das Baumwollgeschäft. Danach wurde zunächst mit Baumwolle u. a. aus dem Sudan oder Ostafrika gehandelt und in den 1960er-Jahren mit ägyptischer Baumwolle sowie ab den 1970er-Jahren ergänzend mit Baumwolle aus dem zentralasiatischen Raum und der Sowjetunion.
Seit 1984 hat das Unternehmen seinen Sitz in der ehemaligen Villa Ohlrogge von 1911, zeitweise das französische Konsulatsgebäude, in Bremen–Horn-Lehe, an der Marcusallee 3. Rainer Hammer trat 1964 in das Unternehmen ein und übernahm 1987 die Geschäftsführung.
Die Krise der Textilindustrie in Europa zu Beginn der 1990er-Jahre führte zur Verlagerung der Textilproduktion an kostengünstigere Standorte. Chemiefasern beeinträchtigten zudem das Baumwollgeschäft. Trotz Abnahme von Spinnereien und Webereien im deutschsprachigen Raum konnte sich das Unternehmen behaupten und handelte mit Langstapelprovenienzen. Es übernahm und baute die Vertretung für das Israel Cotton Board aus und erschloss neue Märkte in Asien u. a. mit einem Standort in Shanghai. Der Handel mit China, dem weltgrößten Baumwollproduzenten, erhielt eine besondere Bedeutung. Weitere Kooperationsbüros in São Paulo und Riga kamen hinzu.
Mittelstapelbaumwolle wird aus Afrika, Zentralasien, Nord- und Südamerika, Europa, sowie Indien, Pakistan und Türkei angeboten sowie Lang- und Extralang-Qualitäten aus Ägypten, Indien, Israel, Nordamerika, Südamerika und Europa. Zertifizierte Baumwolle (Organic bzw. BCI) oder nach Standards von Cotton made in Afrika gehören zum Sortiment des Unternehmens.
Danach erweiterte das Unternehmen den Handel mit Chemiefasern durch die Tochtergesellschaften Multifiber in Bremen, Cetex Rheinfaser in Ganderkesee (Niedersachsen) und Bunzl Raccolta in Biella (Piemont).

## Geschäftsführung und Mitgliedschaften
Die Geschäftsführung der Otto Stadtlander GmbH bestand aus dem Gesellschafter Rainer Hammer (1946–2020) und besteht aus Henning Hammer und Stephanie Silber.
Seit 1979 ist die Otto Stadtlander GmbH Mitglied der Bremer Baumwollbörse und Rainer Hammer war von 1996 bis 2018 im Vorstand der Börse. Henning Hammer ist seit 2013 im Vorstand, von 2014 bis 2019 im Präsidium und war von 2016 bis 2018 Präsident der Bremer Baumwollbörse. Stephanie Silber ist seit 2019 die erste Frau im Präsidium der Bremer Baumwollbörse.